# Boris Filosofovič Ornatskij
Svatý Boris Filosofovič Ornatskij (30. květnajul./ 11. června 1887greg., Petrohrad – srpen 1918, Petrohrad) byl ruský vojenský důstojník, štábní kapitán, laik ruské pravoslavné církve a mučedník.

## Život
Narodil se 30. května 1887 v Petrohradu v rodině kněze Filosofa Ornatského.
Dokončil studium na 10. Petrohradském gymnáziu a poté roku 1908 nastoupil na studium na Konstantinovském dělostřeleckém učilišti. Po studiu mu byla udělena hodnost podporučík a roku 1911 začal sloužit v 49. dělostřelecké brigádě. Zde působil jako učitel brigádního výcvikového družstva, zástupce vedoucího výcvikového družstva a zástupce vedoucího brigádního důstojnického shromáždění.
Roku 1913 byl povýšen na poručíka a téhož roku odešel do služby 3. baterie 23. dělostřelecké brigády, se kterou se zúčastnil boje proti Němcům jako součást 9. armády.
Roku 1916 byl povýšen na štábního kapitána. Během první světové války byl vyznamenán pěti řády.
Po návratu z fronty žil u rodičů a pomáhal otci v chrámu. Podle jeho neteře V. M. Javorské se po revoluci stal velitelem Rudé armády.
Byl zatčen 19. července 1918 spolu se svým otcem a bratry Nikolajem a Vladimirem. Mezi 15.-30. srpnem byli všichni zastřeleni. Těla popravených byla pravděpodobně vhozena do Finského zálivu.
Důvodem zatčení bylo; dne 19. ledna 1918 byl v Alexandro-Něvské lávře smrtelně zraněn jeho strýc, manžel sestry jeho matky Petr Ivanovič Skipetrov. Jeho otec protojerej Filosof pronesl na pohřbu zabitého kněze kázání a neohroženě odsoudil bolševiky. Opakovaně mluvil o tom aby se Rusové sjednotili kolem chramů a aby chránily svatyně jejich země. Po vraždě otce Petra Skipetrova zorganizoval obranu víše zmíněné lávry a uspořádal do ní průvody ze všech chrámů Petrohradu.

## Kanonizace
Dne 20. srpna 2000 ho Ruská pravoslavná církev svatořečila jako mučedníka a byl zařazen mezi Sbor všech novomučedníků a vyznavačů ruských.
Jeho svátek je připomínán 13. června (31. května – juliánský kalendář).